# Milionia basalis
Milionia basalis là một loài bướm đêm trong họ Geometridae.

## Hình ảnh

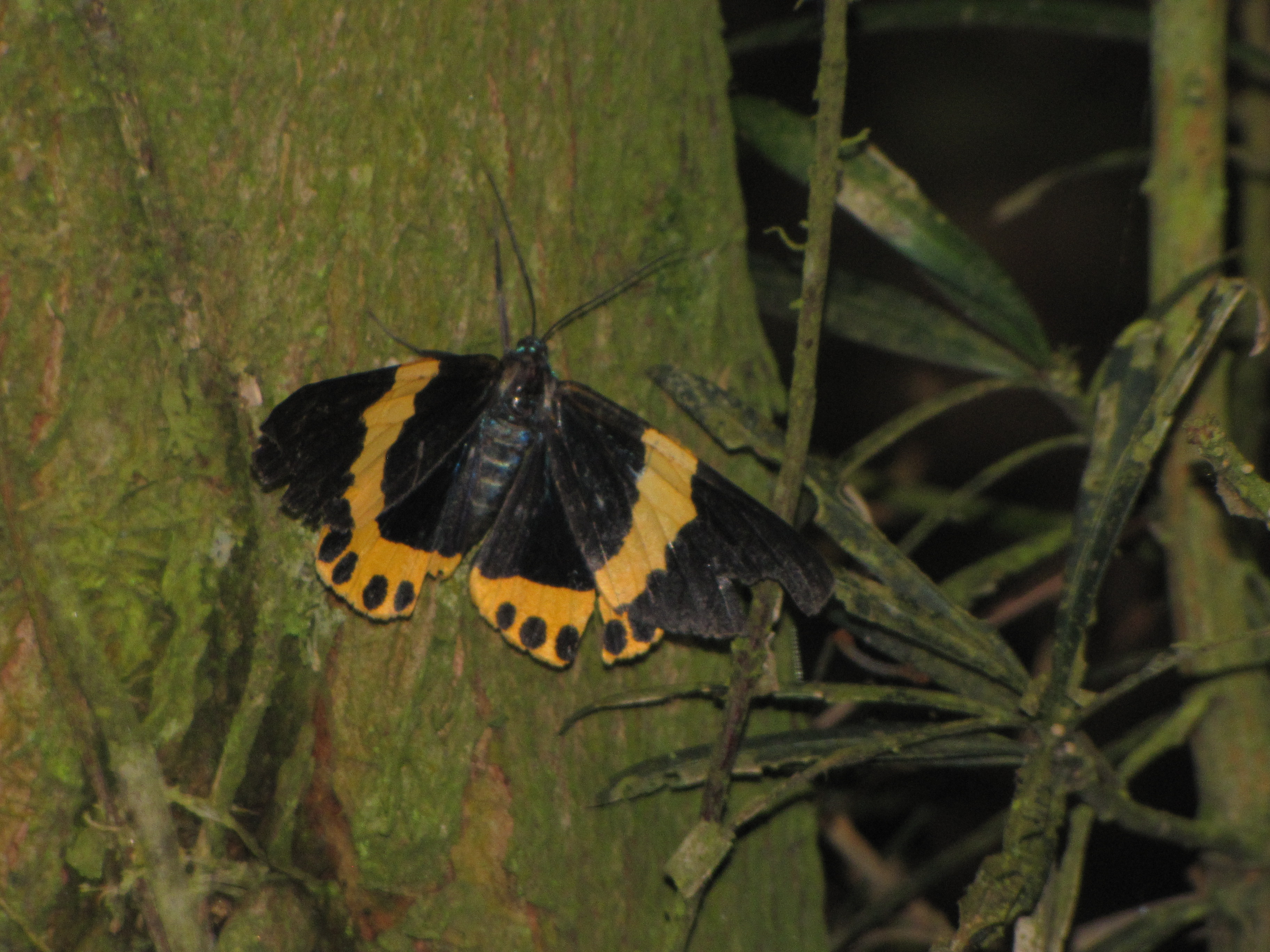
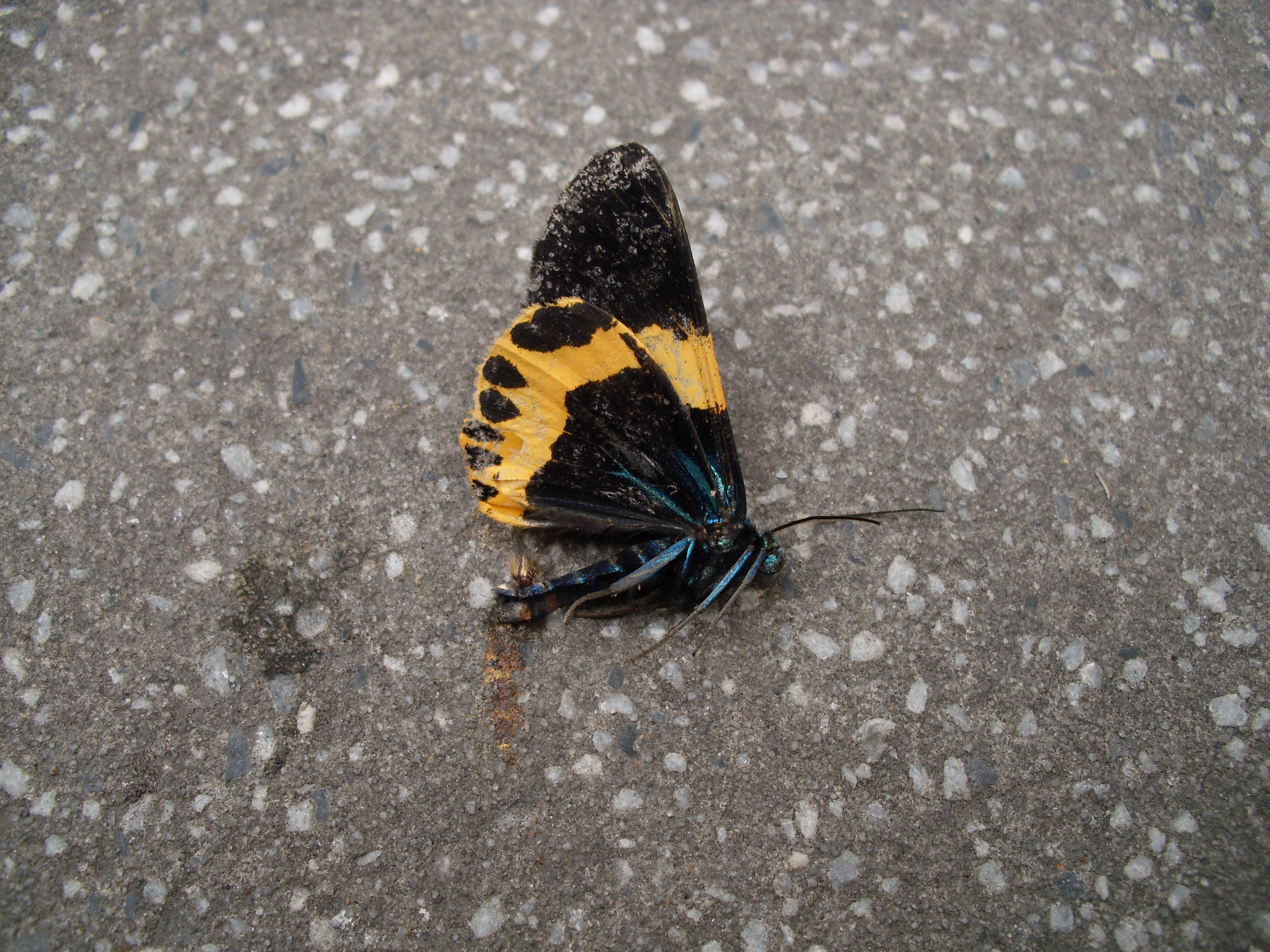
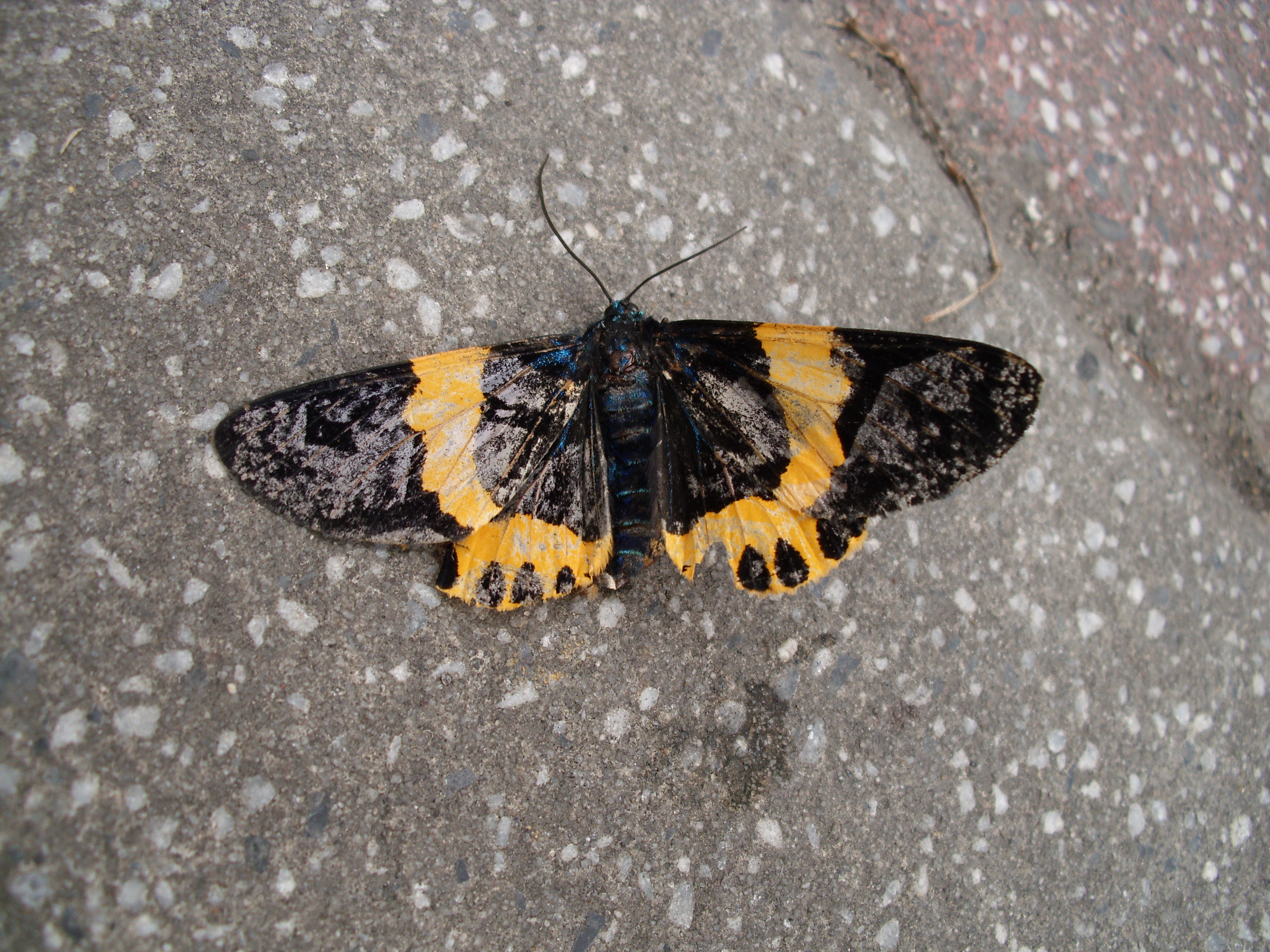